# Piazza Monteoliveto
La place Monteoliveto est une place historique de Naples située dans son centre historique, à mi-chemin entre la piazza del Gesù Nuovo et la piazza Carità. 

## Description
La place a la forme d'une esplanade puisque, en effet, elle ressemble davantage à un carrefour, bien qu'elle soit située dans un espace entièrement piéton. 
L'endroit est traversé par la via Sant'anna dei Lombardi, la via Monteoliveto et la calata Trinità Maggiore. 
L'élément central de la place est la fontaine homonyme, sculptée en 1673 et qui, à son sommet, représente la statue en bronze de Charles II d'Espagne. La place est également entourée par deux autres bâtiments très importants du point de vue historique et artistique : 
- l'église de Sant'anna dei Lombardi;
- le Palazzo Orsini di Gravina.

La place, dans la soirée, devient un point de rencontre de la vie nocturne adolescente, et dans la zone se trouvent de nombreux bars et restaurants.

## D'autres images

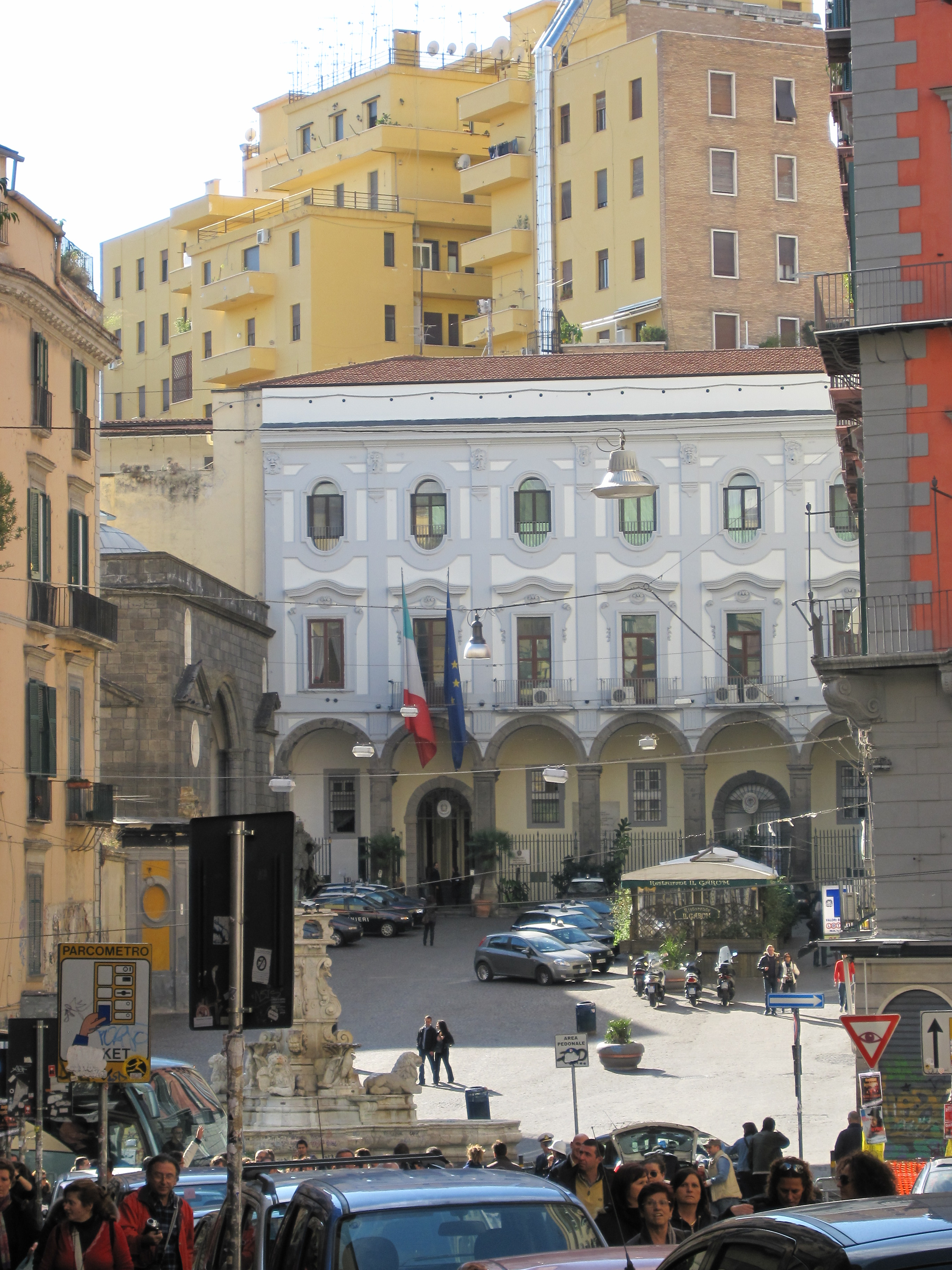
Vue d'ensemble de la place
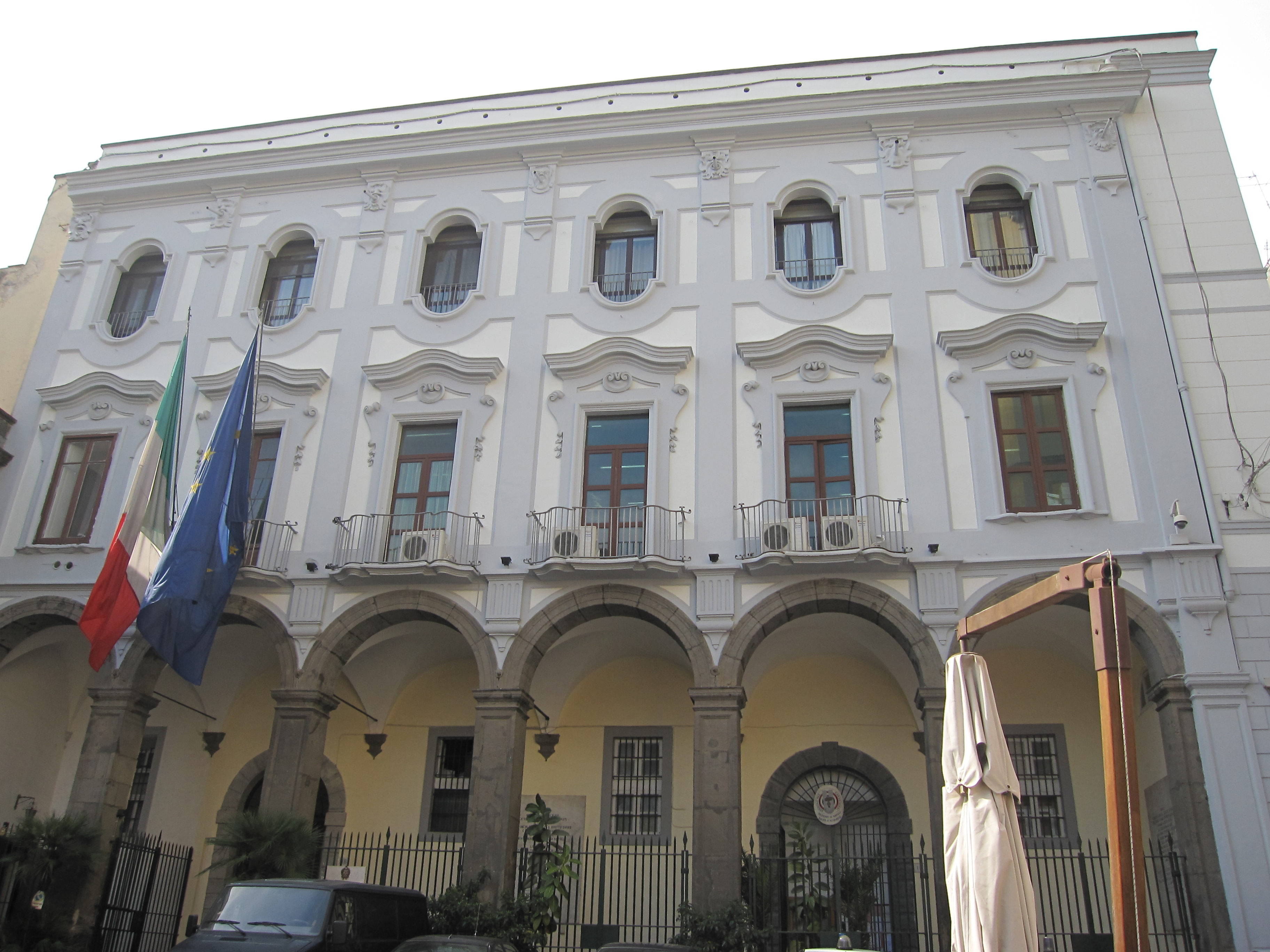
Un bâtiment du complexe de Monteoliveto, aujourd'hui Caserne Pastrengo
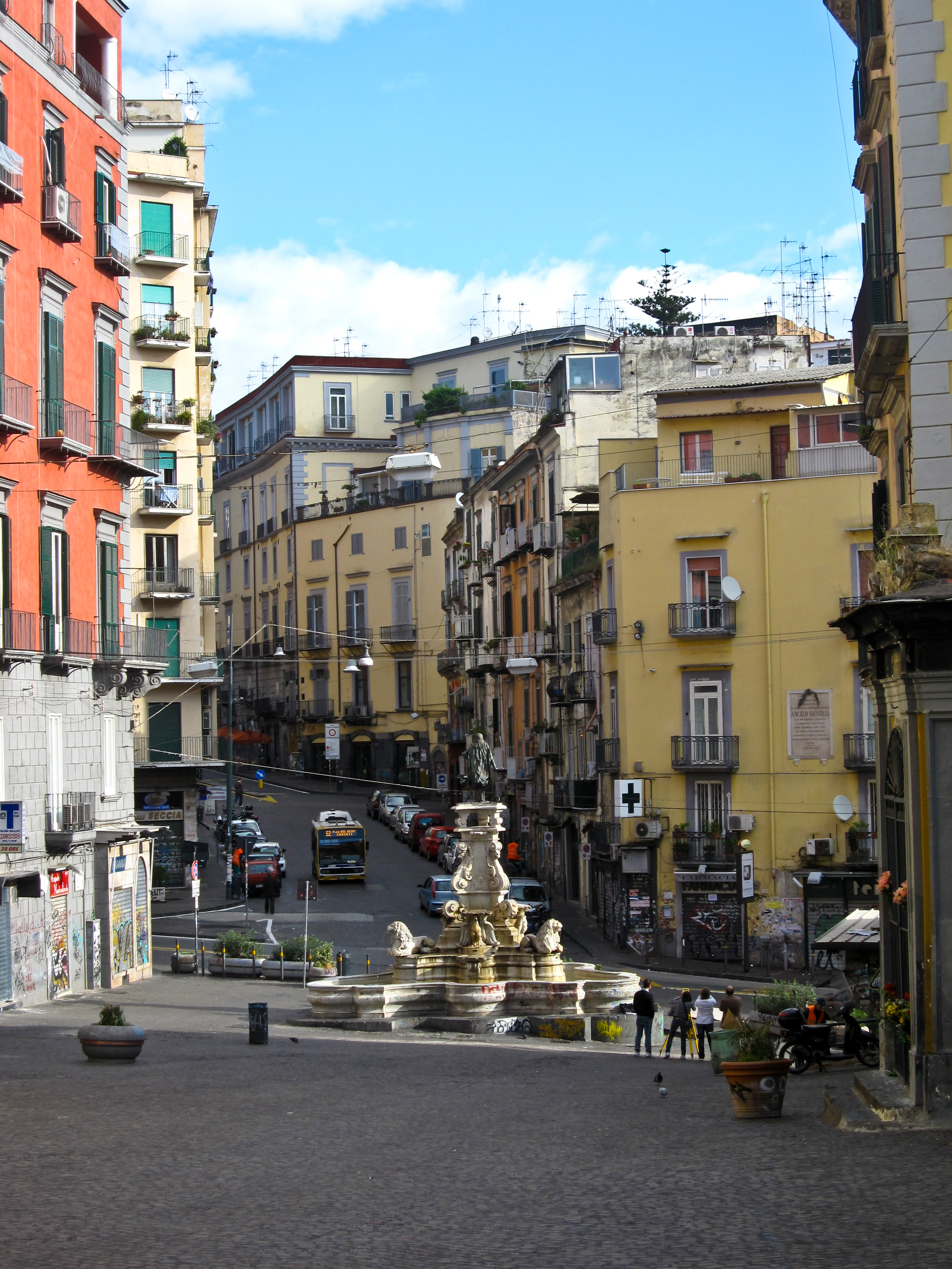
Un autre point panoramique de la place, avec la fontaine